# مجیک بلو ایرلاینز
مجیک بلو ایرلاینز (به انگلیسی: Magic Blue Airlines) یک شرکت هواپیمایی بود که در تاریخ ۱ ژانویه ۲۰۰۴ میلادی تأسیس شد و در سال ۲۰۰۵ ورشکسته شد. دفتر مرکزی این شرکت در شهر رتردام کشور هلند واقع شده‌بود.